# Auer János Nándor
Auer János Nándor (Pozsony, 1640 – Buda, 1698) magyar kapitány.
Pozsony város nemesi századával 1663-ban hadba vonult. Érsekújvár mellett augusztus 7-én török fogságba esett. Isztambulba hurcolták, ahol tizenegy évet raboskodott. A Héttoronyban írt naplójának eredeti kéziratát Harmath Károly pozsonyi evangélikus líceumi tanár az iskola  könyvtárában 1874-ben fedezte fel. E könyvben azonban nem Konstantinápolyban szenvedett fogságáról beszél, hanem a hadjárat előzményeit, a csata lefolyását és fogságba hurcolását irja le körülményesen. Konstantinápolyba érkeztével és a város leírásával vége a műnek, folytatásról sehol sincs benne szó. A művet Bél Mátyás is ismerte – igaz, másolatokból.

## Műve
- Ephemerides lucnlentiae